# Dagmar Schäfer
Dagmar Schäfer (* 23. Mai 1968 in Adenau) ist eine deutsche Sinologin und Wissenschaftshistorikerin.

## Leben
Ihre Ausbildung erhielt Dagmar Schäfer an der Universität Würzburg, wo sie 1996 bei Dieter Kuhn promoviert wurde. Im Jahr 2005 habilitierte sie in Sinologie. Schäfer befasst sich mit der Wissenschafts- und Technikgeschichte. In der Vergangenheit lehrte sie an der Zhejiang-Universität und Universität Peking, Volksrepublik China, der Universität Würzburg, der Tsinghua-Universität in Taiwan, und der University of Manchester. Gegenwärtig ist Schäfer Honorarprofessorin an der Technischen Universität Berlin und der Freien Universität Berlin sowie Gastprofessorin an der Tianjin-Universität. 
2014 wurde sie in die Leopoldina gewählt.
Am Max-Planck-Instituts für Wissenschaftsgeschichte leitet Dagmar Schäfer seit 2013 die Abteilung Artifacts, Action, Knowledge (Artefakte, Handeln und Wissen) und fungiert seit 2019 als geschäftsführende Direktorin.
Schäfer ist verheiratet und Mutter von drei Kindern.

## Mitgliedschaften und Auszeichnungen
- 2014 gewähltes Mitglied der Leopoldina[3]
- 2016 gewähltes Mitglied der Leibniz-Sozietät der Wissenschaften zu Berlin
- 2021 Mitglied der Deutschen Akademie der Technikwissenschaften (acatech)
- 2021 Mitglied der Berlin-Brandenburgischen Akademie der Wissenschaften
- Für ihre Dissertation erhielt Dagmar Schäfer 1998 einen Preis der Unterfränkischen Gedenkjahrstiftung für Wissenschaft.[4]
- Für ihre Monographie The Crafting of the 10,000 Things gewann sie 2012 den Pfizer Award der History of Science Society[5] und 2013 den Joseph Levenson Book Prize in der Kategorie "Pre-1900".
- 2020 wurde Schäfer mit dem Gottfried Wilhelm Leibniz-Preis geehrt.[6]

## Schriften (Auswahl)
- Des Kaisers seidene Kleider: Staatliche Seidenmanufakturen in der Ming-Zeit (1368–1644). Edition Forum, 1998, ISBN 978-3-927943-17-9. Zugleich Philosophische Dissertation Würzburg 1996.
- The Crafting of the 10,000 Things. University of Chicago Press, 2011, ISBN 978-0-226-73584-9.
- als Hrsg.: Cultures of Knowledge: Technology in Chinese History. Brill, Leiden 2012, ISBN 978-90-04-21844-4.
- als Hrsg. mit R. Sterckx und M. Siebert: Animals through Chinese History: Earliest Times to 1911. Cambridge University Press, Cambridge 2018, ISBN 978-1-108-55157-1.
- als Hrsg. mit Glenn W. Most und Mårten Söderblom Saarela: Plurilingualism in Traditional Eurasian Scholarship: Thinking in Many Tongues (= Ancient Languages and Civilizations. Band 3). Brill, Leiden 2023, ISBN 978-90-04-46466-7. ([Open-Access via https://brill.com/display/title/60298 Open Access]).
- als Hrsg. mit Annapurna Mamidipudi und Marius Buning. Ownership of Knowledge: Beyond Intellectual Property. MIT Press, Cambridge, MA 2023, ISBN 9780262545594. ([Open-Access via https://direct.mit.edu/books/oa-edited-volume/5609/Ownership-of-KnowledgeBeyond-Intellectual-Property Open Access]).